# Bonaventure (metrostation)
Bonaventure is een metrostation in het arrondissement Ville-Marie van de Canadese stad Montréal in de provincie Québec. Het op 13 februari 1967 geopende station wordt bediend door de oranje lijn van de metro van Montréal, en gold meer dan dertien jaar als eindstation, tot de oranje lijn werd doorgetrokken tot aan Place Saint-Henri. Het station is verbonden met het Centraal station van Montréal. Met 9.430.502 opstappende reizigers gold het in 2019 als vierde belangrijkste station van de metro van Montréal.
Het metrostation is genoemd naar de Place Bonaventure, die de naam kreeg van het voormalige Bonaventure spoorwegstation, gelegen aan de rue Saint-Bonaventure (nu rue Saint-Jacques), die genoemd was naar de dertiende-eeuwse Italiaanse bisschop Bonaventura.
Het station is ontworpen door architect Victor Prus (1917-2017) die ook het station Mont-Royal heeft ontworpen. Dankzij de open bouwwijze kon veel ruimte worden gecreëerd voor de zeer talrijke reizigersbewegingen.